# Антося
Анто́ся (укр. Антося) — село в Бродовской городской общине Золочевского района Львовской области Украины. Расположено в 2 км к западу от села Комаровка и в 29,5 км по автодорогам к северу от города Броды.

## История
Селение появилось во второй половине XIX века.
В 1939 году в деревне гмины Лешнёв Бродовского повята Тарнопольского воеводства Польши проживало около 170 человек, в том числе 60 украинцев, 100 польских колонистов и 10 частично украинизированных чехов. В том же году село вошло в состав Львовской области УССР, затем присоединено к селу Комаровка.
В 1989 году вновь выделено из села Комаровка.
По переписи 2001 года население составляло 166 человек, все назвали родным языком украинский.
По данным 2018 года в селе зарегистрировано 149 человек.